# Waneta
Waneta (właściwie: Wahnaataa, Wanotan, Wawnahton, ang. The Charger, pol. Pierwszy w Walce, ok. 1795–1848) – wódz Indian Yanktonai Dakotów, grupy Pabaksa, syn Czerwonego Grzmotu (Red Thunder).
Urodził się nad rzeką Elm w obecnej Dakocie Południowej. Walczył wraz z ojcem w wojnie amerykańsko-brytyjskiej 1812 po stronie Brytyjczyków, odznaczając się i będąc raniony  w bitwie pod Sandusky. Za zasługi otrzymał stopień kapitana armii brytyjskiej i został zabrany na wizytę do Anglii. Potem sympatyzował z Anglikami, aż do 1820, kiedy usiłował zniszczyć podstępnie amerykański Fort Snelling. Po tym zdarzeniu, nawiązał przyjazne stosunki z rządem USA. 5 lipca 1825 podpisał traktat handlowy w Forcie Pierre. 17 sierpnia 1825, jako pierwszy wódz Dakotów, podpisał Traktat Prairie du Chen, ustalający granicę Dakotów i innych plemion oraz USA. Zmarł w 1848 w Dakocie Północnej.